# North Haven (Nowy Jork)
North Haven – wieś w Stanach Zjednoczonych, w stanie Nowy Jork, w hrabstwie Suffolk.